# Мовна особистість
Мо́вна особи́стість — індивід, який володіє сукупністю здатностей і характеристик, які зумовлюють створення і сприйняття ним текстів, що вирізняються рівнем структурно-мовної складності та глибиною й точністю відображення дійсності.
Поняття «індивідуальний стиль спілкування» передбачає мовну особистість. Саме особистість, — зауважує російський мовознавець І. Сусов, — володіє мовленнєвою ситуацією; вона може піднятись над обставинами спілкування, спрямовувати в необхідному напрямку розвиток дискурсу. Включена в дискурс, вона водночас творить його. А це означає, що в дискурсі втілюються темпераменти, здатність до здійснення певних видів діяльності, зокрема комунікативної, домінуючі почуття і мотиви діяльності, індивідуальні психологічні особливості тощо.
Людина входить в комунікацію як особистість з усіма властивими їй рисами.

### Класифікація мовних особистостей
Вичерпної типології мовних особистостей ще не створено. Найприйнятнішою з них є типологія Ю.Караулова. Він подає структуру мовних особистостей, організованну на трьох рівнях.
Вербально-семантичний рівень. Передбачає нормальне володіння природною мовою. Це «власне» мовна компетенція.
Когнітивний рівень. Охоплює інтелектуальну сферу особистості, даючи досліднику вихід через мову, через процеси говоріння і розуміння — до знання, свідомості, процесів пізнання людини. Його одиницями є поняття, що виформовуються у кожної мовної особистості в більш чи менш упорядковану, більш чи менш систематизовану «картину світу».
Прагматичний рівень. Охоплює мету, мотиви, інтереси, установки та інтенціональності. Цей рівень забезпечує в аналізі мовної особистості закономірний перехід від оцінювання її мовленнєвої діяльності до осмислення мовленнєвої діяльності.
З огляду на особистісні риси індивідів С.Сухих виокремлює гармонійний, конфліктний та імпульсивний типи особистостей.
Гармонійний тип характеризується пластично-динамічною установкою, плановою поведінкою, втіленою в домінування чітких стратегій, когерентністю(зв*язністю, логічністю розвитку) теми, що розвивається;домінуванням маркерів упевненості; позитивним ставленням до загальної теми спілкування; дотриманням соціальних схем і норм; відсутністю вираженої боротьби за роль комунікативного лідера; здатністю змінювати установку під впливом аргументації ;підтриманням усіх принципів кооперації.
Конфліктний тип. Йому властива грубо-статична установка, імпульсивність, бажання лідерства у спілкуванні, егоцентричність мовлення, порушення когерентності теми розмови; відхід від соціальних норм і схем; домінування модальних маркерів зі значенням непевності, наявність іронії, сарказму, конфліктне зіткнення інтенцій.
Імпульсивний тип. Це «раб» ситуації спілкування. Характеризується бажанням отримати лідерство у спілкуванні, порушенням соціальних норм і схем, швидкою зміною точок зору на одне і те ж саме явище; схильністю до негативної оцінки соціальних чинників, швидкої зміни тем спілкування. Партнери спілкування можуть легко впливати на нього.
З урахуванням стилів спілкування психологи виокремлюють такі типи особистостей:
— гнучкий :вирізняється швидкою орієнтацією в ситуації, розумінням підтексту повідомлення, умінням керувати своїми емоційними станами та обставинами спілкування;
— ригідний: характеризується недостатнім умінням аналізувати власну поведінку і поведінку партнера, слабким самоконтролем, неадекватною самооцінкою. Людині з таким стилем спілкування важко знайти необхідний тон.
— перехідний (проміжний): поєднує риси гнучкого та ригідного типів.